# Mühlhausen an der Enz
Mühlhausen an der Enz ist ein Stadtteil von Mühlacker im baden-württembergischen Enzkreis. Der einst reichsunmittelbare Weinbauort war bis zum 31. Januar 1972 eine selbstständige Gemeinde.

## Geographie
Mühlhausen liegt östlich von Lomersheim an der Ostflanke eines Mäandersporns im Bereich der mittleren Enz. Diese bildet von Lomersheim kommend drei markante Schlingen. Östlich von Mühlhausen liegt das zu Vaihingen an der Enz gehörende Roßwag. Der niedrigste Punkt der Gemarkung liegt im Flussbett der Enz an der Grenze zu Roßwag auf 205 m ü. NN. Im Norden steigt das Gelände bis auf 283 m ü. NN. Der höchste Punkt der Markung liegt südlich der Enz beim Friedbrunnen auf 340 m ü. NN an der Grenze zu Großglattbach.
Das Enztal zwischen Mühlacker und Vaihingen ist eines der wenigen Weinbaugebiete Württembergs mit reinen, mineralstoffreichen Muschelkalkböden. Die steilen sonnenexponierten Weinberg-Terrassen werden großteils noch bewirtschaftet. Mühlhausen hat mit Roßwag eine eigene Weinbaugenossenschaft, an deren Kelter viele Winzer aus der Umgebung ihre Trauben abliefern. Die vielfach ausgezeichneten Genossenschaftsweine werden hier auch direktvermarktet.
Die Einwohnerzahl Mühlhausens liegt bei rund 1000.

## Geschichte

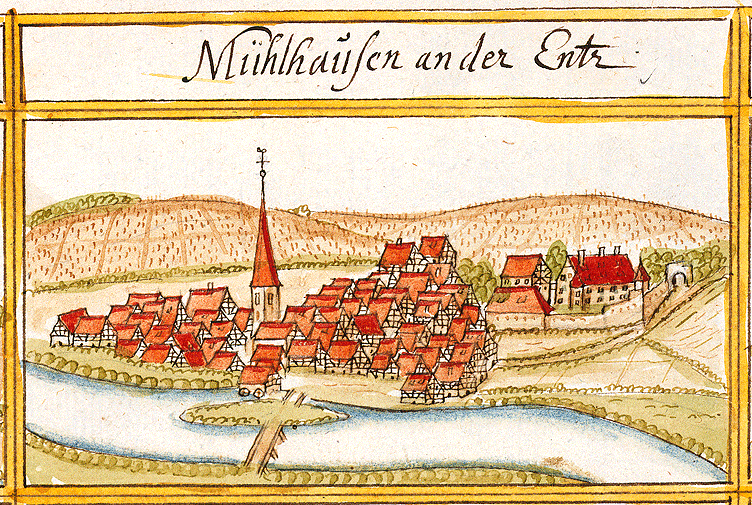
Mühlhausen im Forstlagerbuch von Andreas Kieser (1684)

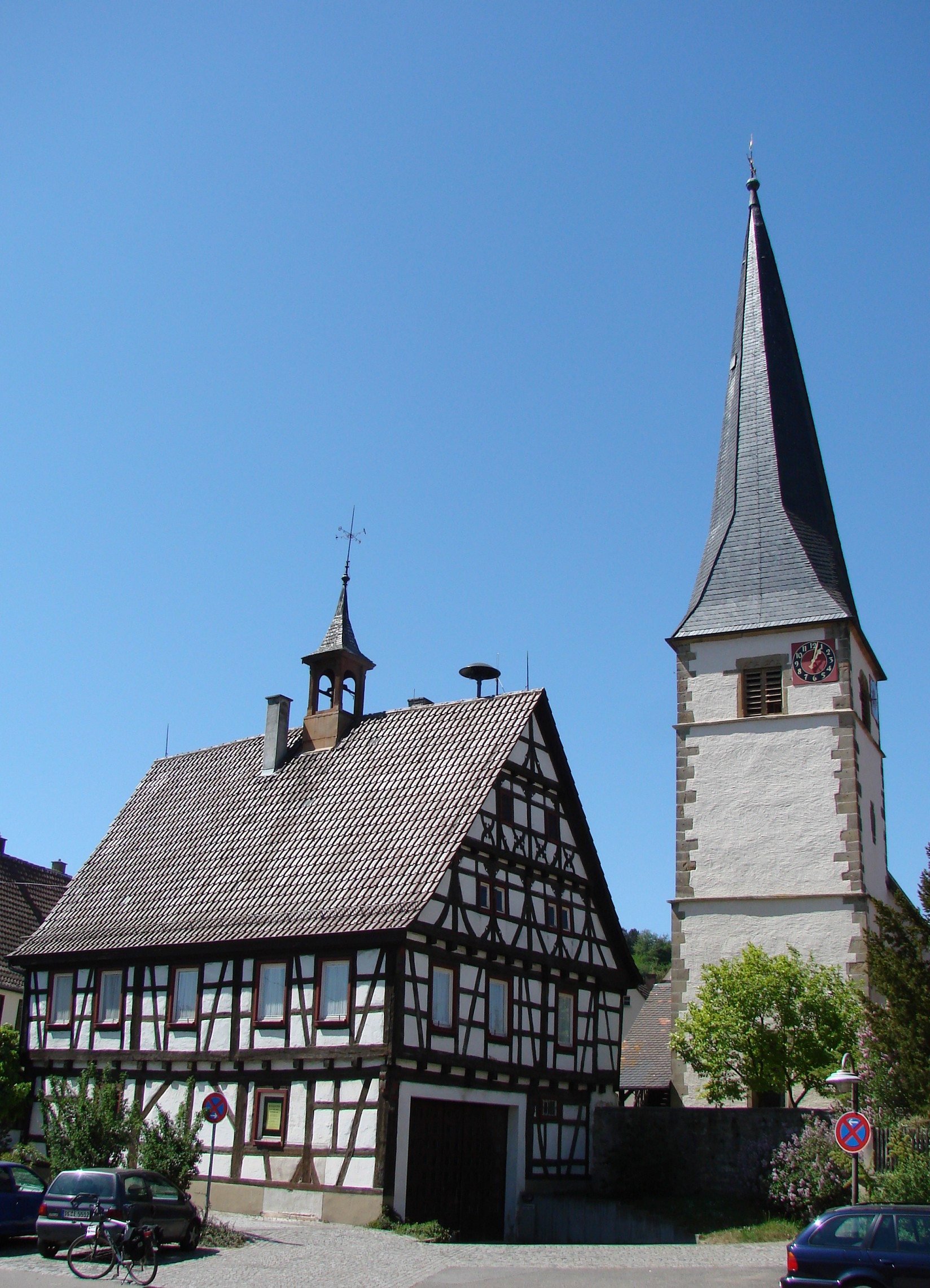
Altes Rathaus und Dorfkirche

Im Codex Laureshamensis wurden etwa 892 vier Hofgüter in Mulnhusen erwähnt; 1120 trat ein Ministerialer namens Marquard von Mühlhausen auf. Begütert waren hier vor allem die Herren von Roßwag. Durch Elisabeth, die Tochter des im Jahr 1341 gestorbenen Heinrich Wohlgemuths von Roßwag, kamen die Roßwager Güter an deren Gatten Hans von Remchingen.
Spätestens seit dem 13. Jahrhundert war das Dorf reichsunmittelbar. Der römisch-deutsche König Wenzel unterwarf es jedoch 1381 der Gerichtsbarkeit des Klosters Maulbronn, was Kaiser Friedrich III. 1444 und Pfalzgraf Ludwig 1479 bestätigten.
1484 wurde zwischen dem Kloster Maulbronn und Mühlhausen über die Reichsfreiheit entschieden. 1508 verkaufte Maulbronn den Ort an den württembergischen Erbmarschall Konrad Thumb von Neuburg. Kaiser Maximilian bestätigte den Verkauf in einem Lehnsbrief, hielt allerdings daran fest, dass Mühlhausen als freies Reichsdorf 1½ Soldaten zum Reichsheer zu stellen hatte.
Um 1566 wurde das Schloss Mühlhausen erbaut. 1648 löste Johann von Hohenfeld die Familie Thumb von Neuburg als Dorfherr ab. 1689 kam es durch Heirat an die Herren von Stein. Auf Wunsch von Franziska von Hohenheim erwarb Herzog Carl Eugen von Württemberg 1785 das Schlossgut mitsamt dem Dorf für 130.000 Gulden von den Stein’schen Erbtöchtern. Damit kam Mühlhausen zum württembergischen Oberamt Vaihingen und ab 1934 zum Landkreis Vaihingen. Am 1. Februar 1972 wurde Mühlhausen in die Stadt Mühlacker eingegliedert. Im Zuge der Kreisreform wurde Mühlacker am 1. Januar 1973 dem Enzkreis zugeordnet.

### Bevölkerungsentwicklung
| Jahr | Einwohner |
| ---- | --------- |
| 1870 | 800       |
| 1925 | 822       |
| 1939 | 812       |
| 1945 | 824       |
| 1960 | 894       |
| 1970 | 965       |
| 1980 | 1.043     |
| 1990 | 1.031     |
| 2000 | 1.106     |
| 2010 | 996       |
| 2015 | 994       |
| 2020 | 1.002     |
| 2023 | 1.038     |

### Albanikirche
Die Albanikirche, eine romanische Wehrkirche, wurde bereits im frühen Mittelalter dem heiligen Albanus geweiht. 1231 wurde sie kirchenrechtlich dem Kloster Maulbronn unterstellt. Im 14. Jahrhundert ging sie in den Besitz des Grüninger Heilig-Geist-Spitals über, das damit auch über das Patronatsrecht verfügte. Nach der Reformation übertrug Herzog Christoph von Württemberg die Verwaltung des Spitalvermögens und dessen Einnahmen der Stadt Grüningen (heute Markgröningen), die deshalb weiterhin die Mühlhausener Pfarrer besolden musste. Das Patriarchenkreuz des Spitals mit doppeltem Querbalken findet sich noch auf Grenzsteinen und an der Türe zur Sakristei. 1458 und 1526 erfolgte Umbauten im gotischen Stil dürften auf das Spital zurückgehen. 1912 wurde die Kirche renoviert.

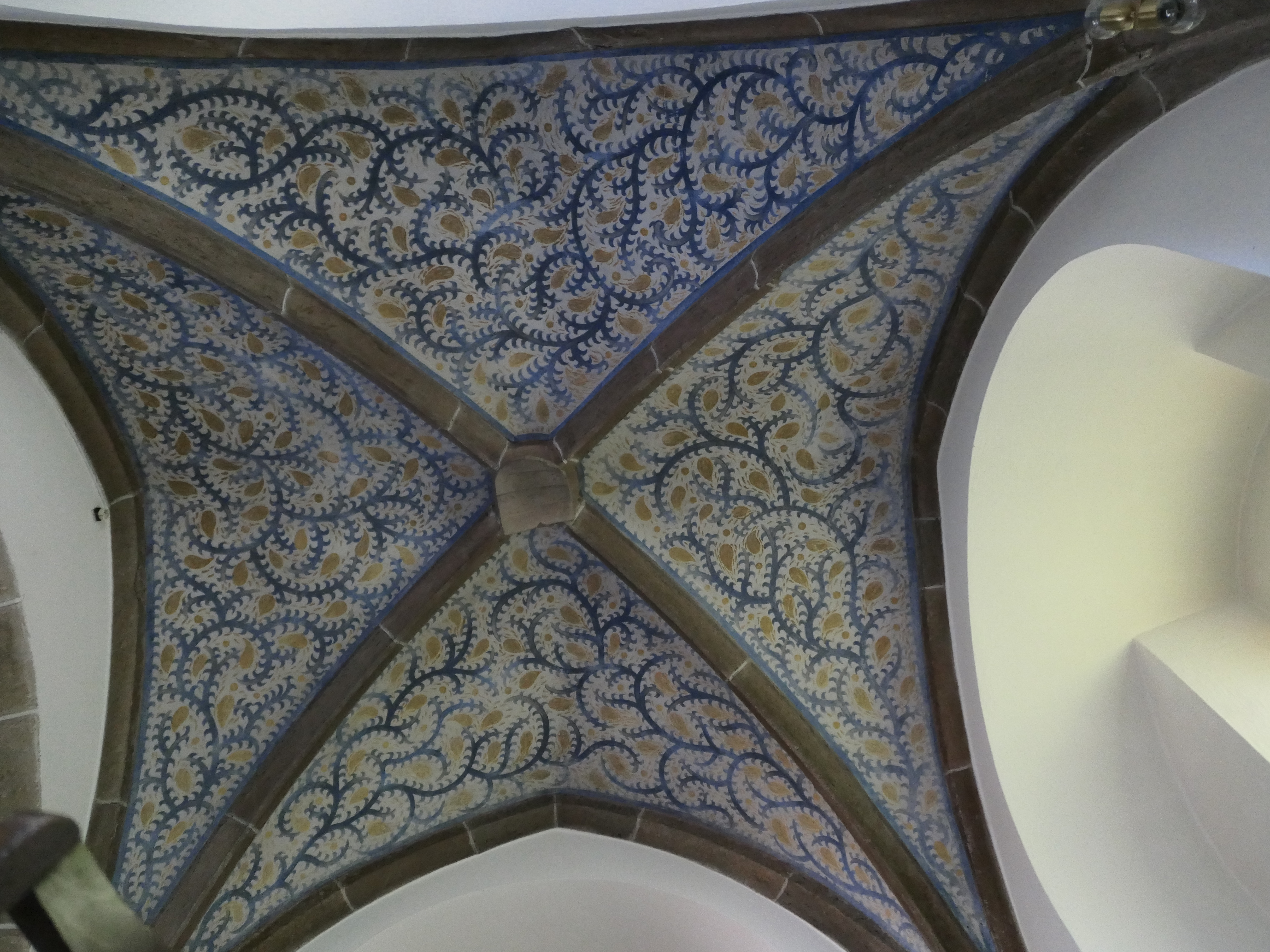
Chor Netzgewölbe mit Schlussstein
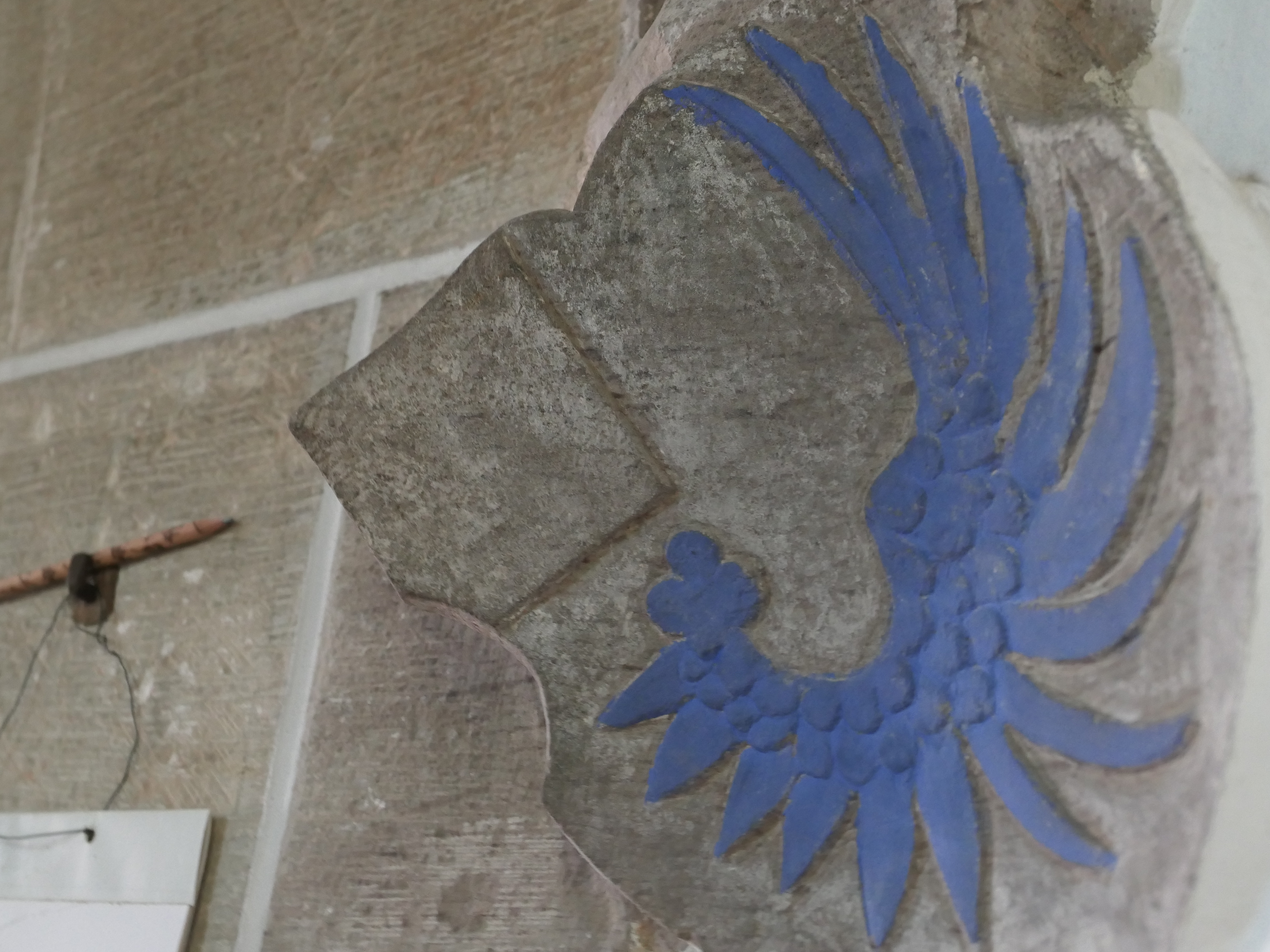
Chor Nord Wappen
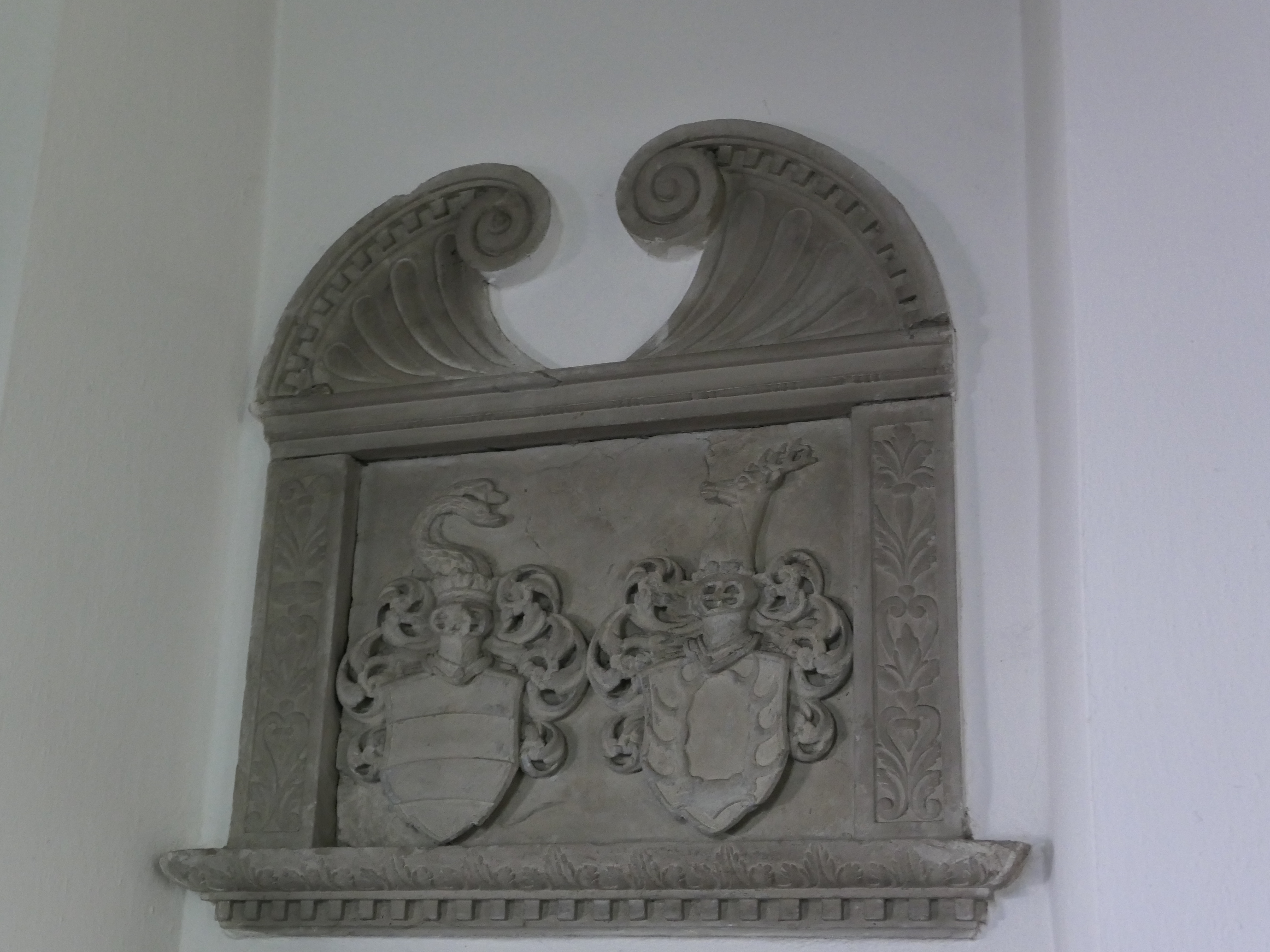
Chor Wappen mit Klötzchenfries
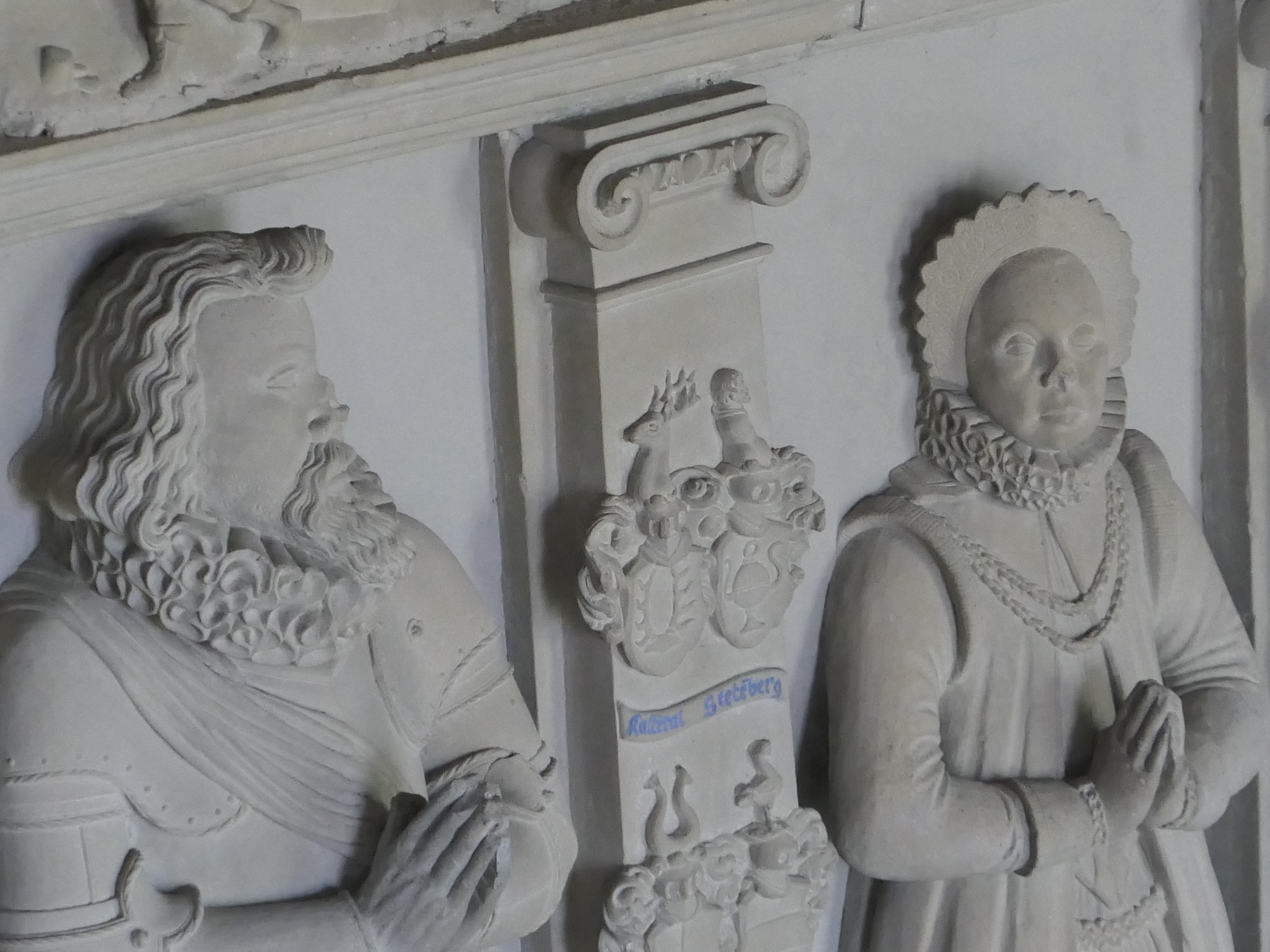
Epitaph Gottfried Thumb & Rosalie von Stettenberg
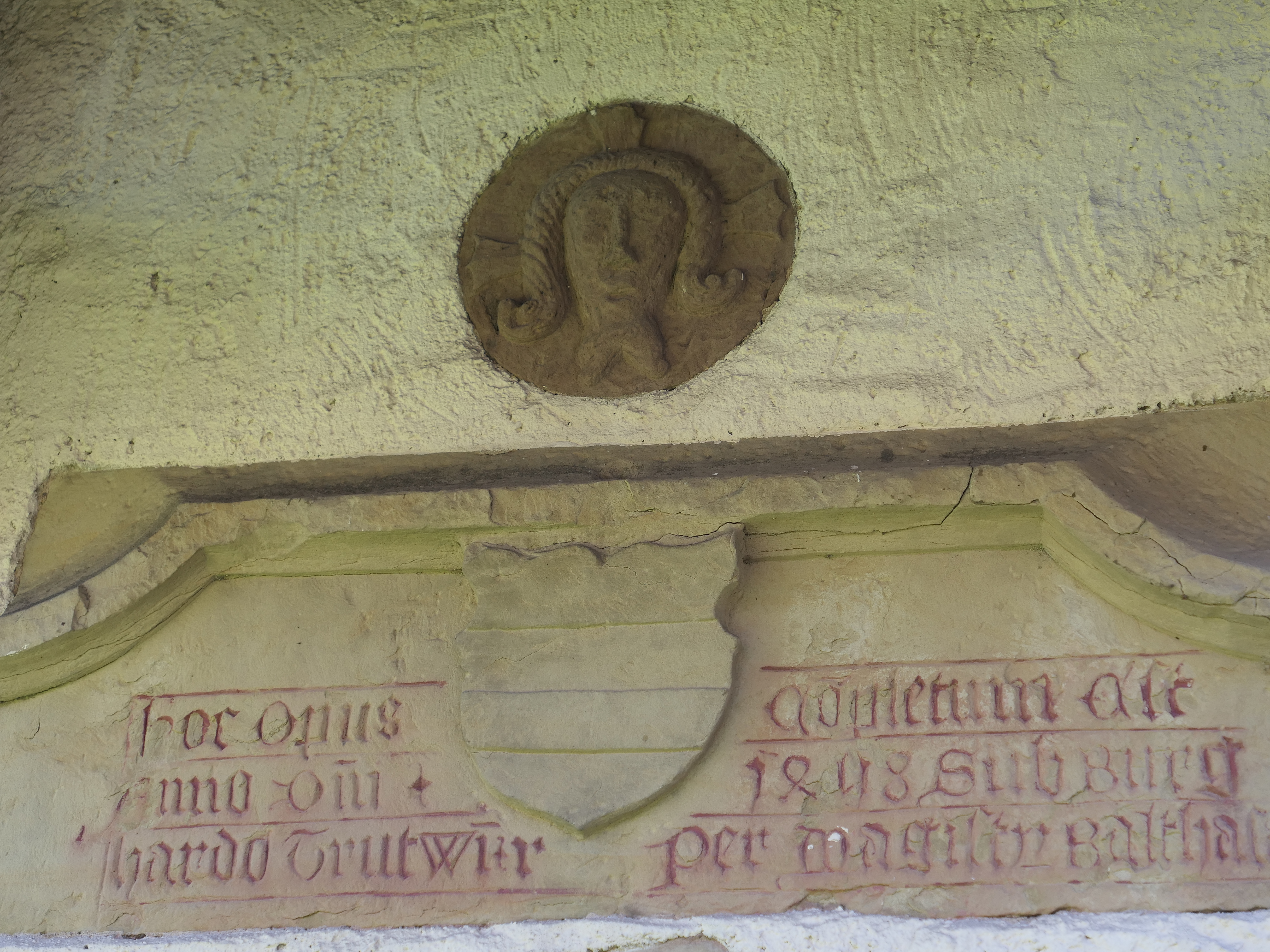
Albanikirche Westliches Kielbogenportal mit Inschrift

### Schule
Die Schule entstand im Zuge der Reformation zur Zeit Friedrich Thumbs von Neuenburg. Um 1790 hatte die Schule im jetzigen Gasthaus zum Löwen etwa 100 Schüler. Das Schulhaus von 1836 wurde zur Lehrerwohnung. Die heutige Schule wurde 1886 gebaut.
Am 5. September 1913 tötete Ernst August Wagner, der von 1901 bis 1902 Lehrer an dieser Schule war, bei einem Amoklauf in Mühlhausen neun Menschen und verletzte elf weitere schwer.

## Politik

### Wappen
Die Blasonierung des Wappens von Mühlhausen lautet „Schild geteilt, oben in silber ein wachsender roter Adler, unten in rot drei silberne Schwanenhälse“.

### Eingemeindung
Mühlhausen wurde 1972 nach Mühlacker eingemeindet und damit dem neuen Enzkreis zugeteilt.

## Söhne und Töchter des Ortes
- Philipp Friedrich Hiller (1699–1769), evangelischer Pfarrer
- Friedrich Karl von Fulda (1774–1847), Staatswissenschaftler, Nationalökonom, Hochschullehrer und -rektor an der Universität Tübingen
- Klaus W. Müller (* 1945), evangelischer Theologe und Missionswissenschaftler
- Eva Schmierer (* 1969), politische Beamtin